# Визнер, Арон Абрамович
Арон Абрамович Визнер (23 декабря 1883, Лодзь — 21 августа 1937, Москва) — деятель международного коммунистического движения, участник создания Итальянской коммунистической партии (ИКП).
В молодые годы Арон Визнер примкнул к левому движению и стал членом «Социал-демократии Королевства Польского и Литвы». В 1913 году уехал из Польши в Италию, чтобы лечиться от туберкулёза, и обосновался в Генуе. C 1917 года жил в Турине, близко дружил с Антонио Грамши, часто публиковался в руководимых Грамши изданиях Avanti!, Il Grido del Popolo, L’Ordine Nuovo. В 1920—1922 годы вместе с М. Х. Водовозовым и А. Н. Эрлихом работал на советско-итальянское телеграфное агентство в Риме, с 1922 года сотрудничал с советским постпредством. Организовывал встречи итальянских левых активистов с советскими кураторами на вилле О. Ф. Сассо-Руффо и Б. М. Иофана в Нарни. В январе 1921 года под псевдонимом Вальтер Франческо участвовал в учредительном съезде ИКП в Ливорно, представлял коммунистическую фракцию, в последующие два года служил главным связным звеном между советской миссией В. В. Воровского и ИКП. В 1923—1924 — легальный торговый представитель СССР в Генуе.
Итальянская полиция была хорошо осведомлена о подрывной деятельности Визнера и настаивала на его депортации, но Б. Муссолини не соглашался, опасаясь встречных действий СССР в отношении итальянцев. Несмотря на нежелание Муссолини, в 1924 году префектура Генуи выслала Визнера из пределов Италии. 
В 1924 году он обосновался в Москве, служил в МОПРе, Главлите, Комитете по делам высшей школы, и почти десять лет возглавлял секретариат В. М. Молотова. Арестован в рамках дела «ПОВ» 23 июля 1937 года, осужден к высшей мере наказания ВКВС СССР  21 августа 1937 года и в тот же день расстрелян. Реабилитирован посмертно  в 1967 году ВКВС СССР.